# Дружинин, Александр Георгиевич
Алекса́ндр Гео́ргиевич Дружи́нин (р. 30 ноября 1962) — советский и российский географ, экономист, президент Ассоциации российских географов-обществоведов, директор Северо-Кавказского научно-исследовательского института экономических и социальных проблем при Южном федеральном университете. Ведущий научный сотрудник Института географии Российской академии наук.  Приглашённый профессор Школы географических наук Северо-Восточного университета, Чанчунь, Китай.  Доктор географических наук, профессор.

## Биография
Родился 30 ноября 1962 года. В 1979 г. окончил с золотой медалью среднюю школу № 61 г. Ростова-на-Дону. Выпускник (диплом с отличием) географического отделения геолого-географического факультета Ростовского государственного университета (1984 г.).
С 1984 г. работает в Ростовском государственном университете (Южном федеральном университете).
В 1984—1986 гг. — соискатель Ленинградского государственного университета (научный руководитель — доктор географических наук, профессор С. Б. Лавров).
С 1986 г. кандидат, а с 1995 года — доктор географических наук. Тематика докторской диссертации — «Теоретико-методологические основы географических исследований культуры».
С 1999 г. — профессор по специальности «Региональная экономика».
С апреля 2010 года — директор Северо-Кавказского НИИ экономических и социальных проблем Южного федерального университета.
В мае 2010 г. на учредительном собрании Ассоциации российских географов-обществоведов (АРГО) избран Председателем Координационного совета (Президентом) Ассоциации. Переизбран на эту должность в сентябре 2016 г., а затем и в сентябре 2021 года.  Председатель Координационного совета Ростовского отделения АРГО.
Председатель диссертационного совета 24.2.273.01 в Балтийском федеральном университете (Калининград).
Почётный член Географического общества Республики Сербской. Почётный член Географического общества Узбекистана.  Socio Correspondientede La Sociedad Argentina de Estudios Geográficos (Аргентина).  Заместитель председателя Консультативного комитета Международного объединения исследователей «Одного пояса, одного пути».
Женат. Супруга - Кузнецова Ольга Владимировна, профессор, доктор экономических наук.

## Научные интересы
Основная сфера научных интересов — теория и методология социально-экономической географии, россиеведение, евразийские общественно-географические структуры и процессы, география русской культуры, социально-экономическая география Мирового океана, географические, экономические и социально-экологические проблемы Юга России, геоурбанистика, геоэкономика, геополитика.
Неоднократно стажировался в Национальном институте восточных языков и цивилизаций (Париж), Университете Тулуза-Мирай (Тулуза), где читал лекции и выступал с научными докладами. Владеет испанским и французским языками. В период стажировки в Междисциплинарном институте истории и гуманитарных наук (Буэнос-Айрес, Аргентина) участвовал в научной экспедиции на плато Чубут. Прошёл краткосрочное курсы в Университете Тафтса (Бостон, США). Выступал с научными докладами в Аргентине, Дании, Боливии, на Кубе, в Мексике, Польше, Сербии, Турции, Узбекистане, Украине, Франции. Посетил (в том числе и в качестве туриста) 120 стран мира.
Главный редактор научного журнала «Социально-экономическая география. Вестник АРГО». Член редакционных советов ряда российских и зарубежных научных журналов:
- «Балтийский регион»[4],
- «Научная мысль Кавказа»[5],
- Boletín de GÆA Sociedad Argentina de Estudios Geográficos[6],
- «Ученые записки Крымского федерального университета» (серия «География-геология»)[7],
- «Revista GeoUSAL»[8],
- «Гласник Географског друштва Републике Српске»,
- «Вестник БФУ им. И. Канта. Серия естественные и медицинские науки»[9],
- «Центральноазиатский журнал географических исследований»,
- «Географический вестник»,
- «Федерализм».

Председатель диссертационного совета в БФУ им. И. Канта по географическим наукам. Создал и возглавлял успешно действовавший в 2003—2007 гг. диссертационный совет по географическим наукам в РГУ (Южном федеральном университете).
Подготовил 79 кандидатов географических и экономических наук, одного PhD по географии (Узбекистан), двух докторов экономических наук и одного доктора географических наук.
Многократный (начиная с 2004 года) победитель конкурса (в качестве руководителя исследовательских коллективов) грантов РФФИ и РГНФ. Руководитель проектов «Трансграничное кластерообразование в динамике экономических и селитебных систем приморских территорий Европейской России» (грант Российского научного фонда 15-18-10000, 2015—2017 гг.), «Евразийские векторы морехозяйственной активности России: региональные экономические проекции» (грант Российского научного фонда 19-18-00005, 2019—2021 гг.) и «Геоэкономические и геополитические детерминанты трансформации центро-периферийных структур в трансграничных „морских“ регионах: концептуализация, мониторинг и моделирование в интересах государственного управления (на материалах Балтики, Каспия и Причерноморья)» (грант РНФ 22-28-00022).
Под научным руководством А. Г. Дружинина реализовано более тридцати крупных региональных исследовательских проектов, среди которых:
- «Концепция и программа развития туристско-рекреационного комплекса Ростовской области на 2002—2006 гг.» (2001 г.)
- атлас-справочник «Налоговый потенциал Рязанской области: факторы, параметры, использование» (2002 г.)
- геоинформационная система поддержки принятия решений в интересах анализа и прогнозирования динамики рынков банковских услуг для формирования территориально-адаптированной стратегии Юго-Западного банка Сбербанка России (2002—2003 гг.)
- «Программа социально-экономического развития Республики Калмыкия на 2005—2012 гг.» (2004—2005 гг.)
- «Экспертиза условий наращивания рекреационной активности и обоснование перспективных площадок для создания туристско-рекреационных особых экономических зон в регионах Северного Кавказа» (2006 г.)
- «Стратегический план социально-экономического развития Красносулинского района Ростовской области до 2020 года» (2008—2009 гг.)
- «Программа социально-экономического развития приграничных территорий Ростовской области» (2011 г.)
- «Стратегия социально-экономического развития города Ростова-на-Дону до 2025 года» (2012 г.).

## Основные труды
Автор более 650 опубликованных научных трудов, включая 40 монографий. Имеет зарубежные публикации на английском, испанском, китайском, польском, турецком и французском языках.
В числе важнейших работ:
- Дружинин А.Г. География культуры: некоторые аспекты формирования нового научного направления // Известия Всесоюзного ГО, 1989, т.121, вып.4, с.307-312
- Дружинин А. Г. Эколого-культурный анализ территориальных систем. Теория, опыт регионального исследования. Ростов-на-Дону: Изд-во РГУ, 1991, 170с.
- Сущий С. Я. Дружинин А. Г., Очерки географии русской культуры. Ростов-на-Дону, СКНЦВШ, 1994, 575с.
- Дружинин А. Г. Теоретические основы географии культуры. Ростов-на-Дону: Изд-во СКНЦ ВШ, 1999. 114 с.
- Дружинин А.Г. Юг России: понятийно-терминологическая концепция и территориальные реалии // Научная мысль Кавказа. 1999. № 3
- Юг России на рубеже III тысячелетия: территория, ресурсы, проблемы, приоритеты / Под редакцией А.Г. Дружинина и Ю.С. Колесникова. Ростов-наДону: из-во РГУ. 2000. 292 с.
- Дружинин А. Г. Юг России конца XX- начала XXI вв. (экономико-географические аспекты). Ростов-на-Дону: Изд-во РГУ. 2005. 283 с.
- Дружинин А. Г. Пространственное развитие города-миллионера: тенденции постсоветского периода.- Ростов-на-Дону: Изд-во ЮФУ. 2008. 192 с.
- Дружинин А. Г. Глобальное позиционирование Юга России: факторы, особенности, стратегии. Ростов-на-Дону: Изд-во ЮФУ. 2009. 288 с.
- Теория социально-экономической географии: спектр взглядов российских учёных / Ред. и сост. А. Г. Дружинин и В. Е. Шувалов. — Ростов-на-Дону: Изд-во ЮФУ. 2010. — 166 с.
- Атлас социально-экономического развития Юга России / Под ред. А. Г. Дружинина. М.: «Вузовская книга». 2011. — 145.
- Пространство современной России: возможности и барьеры развития (размышления географов-обществоведов)/ Отв. ред. А. Г. Дружинин, В. А. Колосов, В. Е. Шувалов. Москва: Изд-во «Вузовская книга», 2012. — 336 с.
- Druzhinin A. Spatial capabilities and barriers of postindustrial metropolitan regional development (the case of Rostov-on-Don) // Regional Research of Russia. 2013. Т.3. №4, pp. 356–361
- Дружинин А.Г., Ибрагимов А., Башекан А. Взаимодействие России и Турции в постсоветское время: факторы, тенденции, проблемы, перспективы // Известия Русского географического общества. 2013. Т. 145. Вып. 5. С. 78-87
- Юг России: институты и стратегии модернизации экономики: монография / под ред. А. Г. Дружинина, Ю. С. Колесникова, В. Н. Овчинникова. — М.: Вузовская книга, 2014. — 408 с.
- Феномен культуры в российской общественной географии: экспертные мнения, аналитика, концепты / под ред. А. Г. Дружинина и В. Н. Стрелецкого; Южный федеральный университет. Издательство Южного федерального университета. – Ростов-на-Дону, 2014. – 536 с.
- Дружинин А.Г. Метрополии и метрополизация в современной России: концептуальные подходы в политико-географическом контексте // Известия РАН. Серия Географическая. 2014. № 1. С.19-27.
- Geografía socioeconómica en la Rusia contemporánea: teoría, metodología, prioridades de desarrollo / Redactores científicos: J.M.Mateo Rodriguez y A.G.Druzhinin. Rostov-na-Donu — La Habana, Editorial de la Universidad Federal del Sur, 2015. 262 p.
- Социально-экономическое развитие приморских территорий Европейской части России: факторы, тренды, модели / под ред. А. Г. Дружинина — Ростов-на-Дону, Изд-во ЮФУ, 2016. 236 с.
- Дружинин А.Г. «Морская составляющая» российской общественной географии: традиции и новации // Известия РАН. Серия географическая. 2016. № 6. С.7-16.
- Дружинин А. Г. Россия в многополюсной Евразии: взгляд географа-обществоведа. Ростов-на-Дону: изд-во ЮФУ. 2016. — 228 с.
- Трансграничное кластеробразование в приморских зонах Европейской части России: факторы, модели, экономические и экистические эффекты / Под ред. А. Г. Дружинина. Ростов-на-Дону: изд-во ЮФУ. 2017. 421 с.
- Дружинин А.Г. Талассоаттрактивность населения в современной России: общественно-географическая экспликация // Балтийский регион. 2017. Т. 9, № 2. С. 28-43
- Дружинин А.Г. Российско-турецкие отношения в постсоветском евразийском контексте: экономические факторы, тренды, перспективы // Научная мысль Кавказа. 2017. № 4. С.5-12.
- Приморские зоны России на Балтике: факторы, особенности, перспективы и стратегии трансграничной кластеризации : монография / под ред. А.Г. Дружинина. Сер. Научная мысль Балтийского федерального университета — М. : «ИНФРА-М», 2018. 216 с.
- Дружинин А.Г. Пролонгация “москвоцентричности” российского пространства: pro et contra. – Полис. Политические исследования. 2018. № 5. С. 29-42
- Дружинин А.Г. Геоконцепт «Евразия»: содержательные метаморфозы в меняющемся общественно-географическом контексте // Социально-экономическая география. Вестник АРГО. 2019 (8). С. 24 — 44
- 特鲁仁宁, 董雅文, 张磊, 等. 2019. 俄罗斯社会经济地理学近30余年的发展 [J]. 地理科学进展, 38(6): 941-950. [DRUZHININ Alexander, Dong Y W, Zhang L, et al. 2019. Development of socioeconomic geography in Russia during the past three decades. Progress in Geography, 38(6): 941-950
- Дружинин А. Г. Евразийские приоритеты России (взгляд географа-обществоведа): монография / А. Г. Дружинин; Южный федеральный университет. – Ростов-на-Дону; Таганрог. Изд-во Южного федерального университета. 2020. 268 с.
- Дружинин А.Г. Идеи классического евразийства и современность: общественно-географический анализ. Ростов-на-Дону. Изд-во Южного федерального университета. 2021. 270 с.
- Дружинин А. Г. «Морская составляющая» общественно-географических исследований в постсоветской России: основные тренды и приоритеты развития // Балтийский регион. 2022. Т. 14, № 4. С. 17—33
- Дружинин А.Г. Развитие российской общественной  географии: современные вызовы и опыт прошлого // Географический вестник = Geographical bulletin. 2022. № 2(61). С. 17–33
- Дружинин А.Г. «Южный вектор» геостратегии  Российской Федерации в современном глобальном и евразийском контексте:  системные факторы актуализации // Научная мысль Кавказа. 2022. № 1. С.  5-16
- Дружинин А. Г., Кузнецова О. В. Учет «фактора моря» в федеральном регулировании пространственного развития России: постсоветский опыт и современные приоритеты // Балтийский регион. 2022. Т. 14, № 4. С. 4—19
- Дружинин А.Г. Новые субъекты Российской Федерации: специфика, тренды, потенциал развития // Научная мысль Кавказа. 2022. № 4. С. 62-74
- Дружинин А.Г. «Военная тематика» в российских общественно-географических исследованиях: подходы, тренды, приоритеты // Географический вестник = Geographical bulletin. 2023. № 1(64). С. 30–43
- Дружинин А.Г. Геополитическая обусловленность воздействия «фактора моря» на пространственное развитие постсоветской России: балтийская специфика // Балтийский регион. 2023. № 4. С.6-23
- Безруков Л. А., Дружинин А. Г., Кузнецова О. В., Шупер В. А. Пространственное развитие России в контексте формирования Большой Евразии: факторы, векторы, приоритеты // Балтийский регион. 2024. Т. 16, № 2. С. 18—40
- Дружинин А.Г., Кузнецова О.В. Стратегия пространственного развития России: векторы обновления // Географический вестник = Geographical bulletin. 2024. № 1(68). С. 15–26